# Kościół św. Bartłomieja Apostoła we Włodowicach
Kościół świętego Bartłomieja Apostoła – rzymskokatolicki kościół parafialny należący do dekanatu Zawiercie - Najświętszej Maryi Panny Królowej Polski archidiecezji częstochowskiej.
Kamień węgielny pod budowę świątyni został położony w 1701 roku. Kościół został ufundowany przez prałata księdza Mariana Kępskiego. Budowla została konsekrowana w 1708 roku, natomiast ołtarze w 1787 roku. Mistrz murarski Walenty Urbański w 1796 roku podwyższył nieco wieżę i odrestaurował świątynię. Kolejna rozbudowa miała miejsce w latach 1898 - 1911. Została wtedy zbudowana zakrystia, kaplica i ponownie została podwyższona wieża.
Świątynia została wzniesiona w stylu baroku polskiego – posiada jedną nawę, jest murowana, otynkowana i nakryta blachą. Od strony wschodniej jest umieszczone węższe prezbiterium na planie prostokąta ze ściętymi narożnikami. Przy nim są umieszczone dobudówki: od strony południowej zakrystia z przedsionkiem, od strony północnej kaplica Pana Jezusa Ukrzyżowanego. Prezbiterium oddziela od nawy arkada. Od strony zachodniej jest umieszczona czworokątna wieża posiadająca kruchtę w przyziemiu.

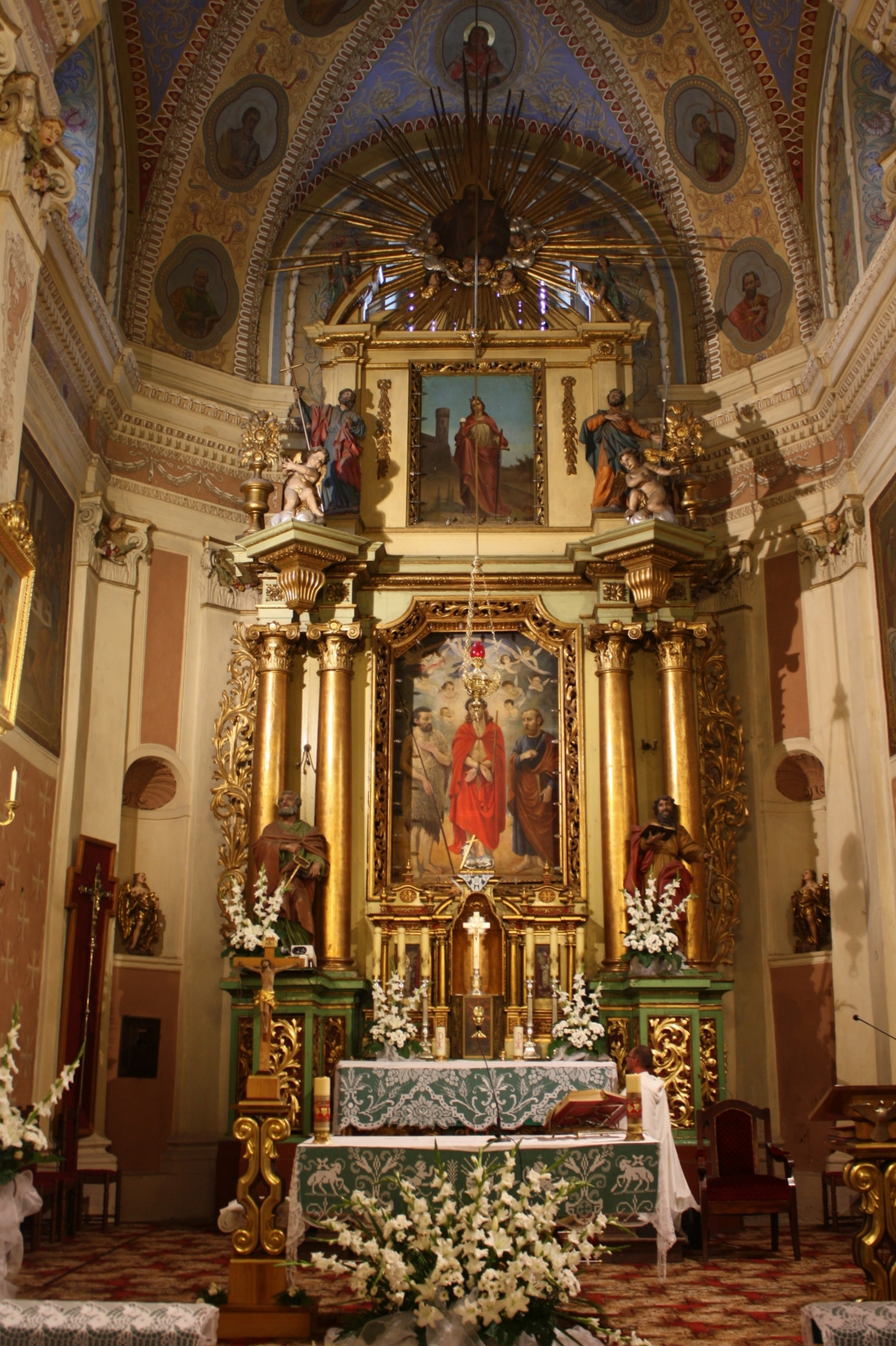
Wnętrze świątyni – ołtarz

Wewnątrz ściany świątyni podzielone są parzystymi pilastrami z kapitelami ozdobionymi główkami puttów (aniołków uskrzydlonych), w ścianie północnej jest umieszczona nisza sklepiona konchowo przeznaczona na chrzcielnicę i posiadająca trójkątny szczyt, w którym znajduje się oko opatrzności. Nawa nakryta jest kolebkowym sklepieniem z lunetami na gurtach, prezbiterium i zakrystia nakryte są sklepieniem krzyżowym, kruchta nakryta jest sklepieniem krzyżowo-kolebkowym. Drewniany chór umieszczony na podstawach szynowych ozdabiają malowidła Nowego Testamentu.
Świątynia posiada siedem ołtarzy w stylu barokowym. Ołtarz główny w stylu późnobarokowym jest dwukondygnacyjny i powstał na początku XVIII wieku, jest ozdobiony ornamentyką roślinną i posiada rzeźby św. Bartłomieja i św. Jana Chrzciciela oraz świętych Apostołów Piotra i Pawła. Na zwieńczeniu jest umieszczony Bóg Ojciec w otoczeniu puttów. Poniżej znajduje się ołtarz św. Barbary. Pośrodku jest umieszczony duży obraz Chrystusa Bolesnego ze związanymi rękoma adorowanego przez św. Jana Chrzciciela i św. Bartłomieja według księdza Jana Wiśniewskiego sprowadzony z Rzymu. Na zasuwie znajduje się obraz Przemienienia Pańskiego nazywany również obrazem zmartwychwstania.